# Bundeslotsenkammer
Die Bundeslotsenkammer (BLK) ist die Interessensvertretung der sieben deutschen Seelotsenbrüderschaften und damit der rund 800 deutschen Seelotsen. Sie ist eine Körperschaft des Öffentlichen Rechts mit Sitz in Hamburg (Stadtteil Bahrenfeld) und wurde auf Basis des Seelotsgesetzes gegründet. Die Rechtsaufsicht hat der Bund (Bundesministerium für Verkehr und digitale Infrastruktur).
Die Hafenlotsenbrüderschaft Hamburg und Hafenlotsengesellschaft Bremerhaven sind keine Mitglieder der Bundeslotsenkammer, arbeiten jedoch eng mit ihr zusammen. Die Hafenlotsen unterstehen der Rechtsaufsicht der Bundesländer Hamburg bzw. Bremen.

## Aufgaben
Zu den Aufgaben zählen u. a.:
- Vertretung der Mitglieder gegenüber Behörden und Organisationen
- Vermittlung bei Differenzen zwischen Mitgliedern
- Erstellung von Gutachten in Angelegenheiten des Seelotswesens
- gutachtliche Hilfestellung und Mitarbeit bei der Gesetzgebung
- Unterstützung bei Maßnahmen für Altersversorgung, der Berufsunfähigkeit und im Todesfall
- Ermittlung des einheitlichen Lotstarifes

### Lotsbetriebsverein e.V.
Im Auftrag der Bundeslotsenkammer nimmt der Lotsbetriebsverein e. V. die Verwaltung und Bereitstellung der Räumlichkeiten und Fahrzeuge für die Aufgaben der Lotsenbrüderschaften wahr. Neben der Zentrale in Hamburg unterhält er Außenstellen in Bremerhaven, Cuxhaven, Emden und Kiel. Mit rund 430 Mitarbeitern betreibt er 39 Versetzfahrzeuge, 16 feste und 3 schwimmende Lotsenstationen. Der Lotsbetriebsverein e. V. finanziert sich aus den Lotsabgaben, die Schiffe ab einer bestimmten Größe neben den Lotsgeldern zu entrichten haben, welche direkt den Lotsenbrüderschaften zukommen.

## Organe
Die Organe der Bundeslotsenkammer sind der erste Vorsitzende, der stellvertretende Vorsitzende und die Mitgliederversammlung. Die Mitgliederversammlung besteht aus den sieben Seelotsenbrüderschaften, die durch ihre Älterleute vertreten werden.

## Mitglieder
In der Bundeslotsenkammer sind die sieben Seelotsenbrüderschaften Lotsenbrüderschaft Elbe, Lotsenbrüderschaft Emden, Lotsenbrüderschaften Nord-Ostsee-Kanal I und Nord-Ostsee-Kanal II (Kiel, Lübeck, Flensburg), Lotsenbrüderschaft Weser I, Lotsenbrüderschaft Weser II/Jade und Lotsenbrüderschaft Wismar-Rostock-Stralsund vertreten. Dagegen sind im 1990 gegründeten Bundesverband der See- und Hafenlotsen (BSHL) die Lotsen als Einzelpersonen Mitglieder.